# Seletice
Seletice är en ort i Tjeckien.   Den ligger i regionen Mellersta Böhmen, i den centrala delen av landet, 50 km nordost om huvudstaden Prag. Seletice ligger 273 meter över havet och antalet invånare är 160.
Terrängen runt Seletice är platt. Runt Seletice är det ganska glesbefolkat, med 47 invånare per kvadratkilometer. Närmaste större samhälle är Mladá Boleslav, 17,1 km nordväst om Seletice. Trakten runt Seletice består till största delen av jordbruksmark.